# فرودگاه شهرستان دلتا
فرودگاه دلتا کانتی (به انگلیسی: Delta County Airport) یک فرودگاه همگانی با کد یاتا ESC است که یک باند فرود آسفالت دارد و طول باند آن ۱۹۸۲ متر است. این فرودگاه در کشور ایالات متحده آمریکا قرار دارد و در ارتفاع ۱۸۵٫۶ متری از سطح دریا واقع شده‌است.